# Big Wolf on Campus
Big Wolf on Campus is een Canadese actie/fantasy/comedy-serie, bedacht door Peter A. Knight en Christopher Briggs. De serie telt 65 afleveringen, welke oorspronkelijk werden uitgezonden van 1999 tot 2002.
De serie is een soort parodie op Buffy the Vampire Slayer en Angel, maar dan geproduceerd met een lager budget en met een weerwolf in de hoofdrol in plaats van een vampier(jager).
De serie was in Nederland een tijdje te zien op de voormalige zender Fox Kids.

## Verhaal
De serie draait om Tommy Dawkins, een tiener uit het plaatsje Pleasantville. Hij is een weerwolf, maar gebruikt zijn krachten uitsluitend om anderen te helpen. Zo verdedigt hij zijn stad tegen allerlei bovennatuurlijke bedreigingen zoals vampiers, zombies, spoken en demonen. Ondanks zijn goede bedoelingen zijn alle mensen van het stadje ervan overtuigd dat de weerwolf een gevaar voor hen vormt. Vooral Tim and Travis Eckert, twee mede-studenten van Tommy, hebben het tot hun missie gemaakt de weerwolf op te sporen en te vernietigen.
De enigen die Tommy’s geheim kennen en hem steunen zijn z’n vrienden: Merton J. Dingle, en Lori Baxter.
Veel afleveringen zijn een satire op bekende horrorfilms en –series.

## Rolverdeling

### Hoofdpersonages
- Brandon Quinn als Thomas "Tommy" P. Dawkins, alias “De Weerwolf van Pleasantville”. Hij is een van de populairste tieners op zijn school en aanvoerder van het footballteam. Zijn vader is burgemeester van Pleasantville, en zijn moeder is journalist voor de lokale krant. In tegenstelling tot weerwolven uit veel films en verhalen kan Tommy veranderen in een weerwolf wanneer hij dat maar wil (hoewel het soms als een reflex gebeurd). Bovendien blijft hij grotendeels menselijk; hij krijgt alleen veel lichaamsbeharing en scherpe tanden en nagels bij zijn transformatie. Tevens is hij in zijn weerwolfgedaante bovenmenselijk sterk. Net als veel weerwolven heeft hij een afkeer voor zilver. Tommy wil dolgraag weer een normaal mens zijn.
- Danny Smith als Merton J. Dingle: Tommy’s beste vriend en een van de weinigen die zijn geheim kent. Hij is een goth en een buitenbeentje op zijn school. Dit maakt hem vaak tot doelwit van pestkoppen. Merton is een fanaat van griezelfilms. Zijn kennis van deze films komt Tommy goed van pas daar veel van de situaties die hij tegenkomt gelijk zijn aan iets dat Merton in een film heeft gezien. Merton heeft een zusje genaamd Becky. Hij dient meestal als vrolijke noot van de serie.
- Aimée Castle (2000-2002) als Lauren 'Lori' Baxter: Tommy’s vriendin en later geliefde. Ze maakt haar debuut in seizoen 2. Lori doet aan kickboksen, waardoor ze vaak net zo goed tegen monsters kan vechten als Tommy.
- Rachelle Lefevre (1999) als Stacey Hanson: Tommy’s vriendin in het eerste seizoen. Ze is de leider van de cheerleaders en een van de populairste meisje op school. Na het eerste seizoen gaat ze naar college en verlaat zo de serie.

### Bijpersonages
- Domenic Di Rosa endRob deLeeuw als Tim en Travis Eckert, alias "T'N'T,": twee gezette, niet bijster slimme broers die altijd op de weerwolf van Pleasantville jagen. Ze komen er nooit achter dat Tommy hun doelwit is.
- Jack Mosshammer als Dean Dawkins: Tommy’s oudere broer. Hij is al twee jaar afgestudeerd, maar werkloos. Hij zit bijna altijd thuis voor de televisie.
- Nathalie Vansier als Becky Dingle: Mertons zusje.
- Jane Wheeler als Sally Dawkins: Tommy's moeder.
- Richard Jutras als Hugo Bostwick (1999): de excentrieke toezichthouder op de Pleasantville High School.
- Alan Fawcett als Burgemeester Bob Dawkins: Tommy’s vader.

## Humor
- Als Merton alleen is met een schurk of monster, probeert hij vaak tijd te winnen door hen te vragen hoe het nou is om zo te zijn. Het antwoord is meestal iets als “het is een beroep”.
- Als het erop lijkt dat Tommy gaat verliezen, probeert Merton vaak een deal te maken met de tegenstander van die aflevering.
- Als Merton beweert een bepaalde situatie eerder gezien te hebben in een film en Tommy vraagt hem om meer details, gaat hij eerst verder in op hoe hij de film vond waardoor Tommy hem specifiek moet vragen wat er in de film gebeurde.

## Productie
- Oorspronkelijk had Brandon Quinn voor de scènes waarin hij een weerwolf is meer make-up op. Hij bleek echter allergisch te zijn voor de lijm waarmee de lichaamsbeharing werd aangebracht, dus moest het uiterlijk worden aangepast.[1]
- Danny Smith schreef veel van zijn eigen catchphrases. Tevens componeerde en zong hij de titelsong voor de serie.[1]